# Pedagogia cibernètica
La pedagogia cibernètica és un mètode pel qual es transmet i s'adquireix el coneixement a partir de comportaments cognoscitius, ordenant l'aprenentatge mitjançant algoritmes, finalment sent l'alumnat l'encarregat de controlar aquest procés.
Aquesta pedagogia està dins dels mètodes coactius, és a dir, un mètode en el que es busca l'estructuració del coneixement on l'alumnat efectua l'acció que el/la professor/a dirigeix. En aquest cas, el/la mestre/a només estructura les condicions externes per tal que l'estudiant pugui aprendre participant del procés d'aprenentatge. No només es vol transmetre coneixement sinó que també hàbits adequats per al desenvolupament d'activitats com l'escriptura, els càlculs aritmètics, problemes pràctics, etc. Les accions que realitza l'alumnat són les respostes adequades a estímuls apropiats, que generalment es presenten en forma de pregunta.
Segons L. Couffignal, Vicepresident de l'Associació Internacional de Cibernètica i President de l'Associació Francesa de Pedagogia Cibernètica, aquest concepte el podem desglossar en dues paraules:
- Pedagogia: Mecanisme mitjançant el qual un ésser humà ajunta informacions amb la finalitat de fixar-les a la seva memòria; en primer lloc, es tracta de mètodes de pensament, després de coneixements.[1]

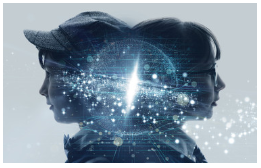
Cyber Pedagogy

- Cibernètica: Art d'assegurar l'eficàcia de l'acció.[1]

## Cibernètica i Pedagogia
Entendre l'educació com una cosa lineal és el gran problema d'avui, no obstant això passar-la a entendre-la com una cosa circular, a una concepció sistemàtica no pot ampliar la visió. Aquesta forma d'educació circular es pot aconseguir posant els fonaments de la cibernètica i la seva visió holística, perquè canviar la forma de veure la realitat és també una forma de replantejar-se la pròpia pràctica.
Part de la premissa que durant el període de formació dels professionals de l'educació és necessari dotar d'una bona base teòrica que capaciti per actuar i pensar sobre les actuacions, en la formació actual s'ha anat perdent l'aprenentatge, la reflexió sobre les teories fortes. S'adquireixen idees cada vegada més fragmentades i sense concordança, la qual cosa produeix inseguretat per a enfrontar-se amb la pròpia realitat.
Existeixen diverses teories, però d'acord amb l'estudi de la Universitat de Borgonya, els qui treballen amb la idea que la teoria cibernètica i la teoria de sistemes proporcionen una sèrie d'eines conceptuals que permeten tenir una visió més completa de l'educació.
És important reconèixer que no només la teoria cibernètica i sistèmica siguin les úniques teories que hagin d'estudiar-se. Proporciones una manera de veure la realitat més interessant que les teories deterministes i mecanicistes clàssiques. Tanmateix, el seu estudi ha de completar-se amb altres teories més centrades en l'àmbit educatiu, més estretament lligades a la pràctica educativa. Si bé la perspectiva cibernètica i sistèmica permeten desenvolupar un pensament més complex sobre l'educació, no ha proporcionat fins al moment una metodologia aplicativa. El present treball intenta sistematitzar aquesta proposta dins de la concepció de pedagogia i així formar llaços de reflexió entre pedagogia i cibernètica.

## Avantatges
La Pedagogia Cibernètica té una sèrie de característiques positives vers l'educació que podem definir com a avantatges:
- Modifica el rol de professor/a i alumne/a
- L'estudiant fixa els temps i ritmes
- El professorat actua com a guia, consultor/a i conseller/a
- L'alumne/a investiga, selecciona i resumeix
- Desperta noves inquietuds i aspiracions
- Desenvolupa la percepció, l'atenció i la memòria

## Inconvenients
Per altra banda, també cal mencionar que hi ha una sèrie d'inconvenients:
- Control desmesurat
- Manca de socialització i interacció amb el medi ambient i l'entorn
- Diàlegs molt rígids
- Es redueix la importància del paper de l'educador/a

## Teoria de la cibernètica
La Teoria de la cibernètica fou una teoria generada per Norbert Wiener, originalment sorgida de l'estudi de problemes d'organització i processos de control i transmissió d'informacions de les màquines i éssers vius.
La cibernètica busca extreure de la conducta humana la clau per transferir-se a una màquina, sent aquestes conductes automàtiques enteses com a processos de canvi, pel que el tema central de la cibernètica és el canvi.
Els éssers vius són els únics capaços de canviar per decisió, per tant s'assenyala que l'objecte d'estudi de la cibernètica són els processos de canvi determinables, la ciència del control del canvi.

## Cibernètica i Pensament Complex
El pensament complex, creat per Edgar Morin, va tenir els seus orígens en la teoria general de sistemes de Ludwig Vonbertalanffy, la cibernètica de Norbert Wiener i la teoria de la informació de Claude Shannon. Per a desenvolupar les idees d'aquests tres pensadors i el seu enfocament sistèmic-cibernètic, es partirà del llibre: “Manual d'iniciació pedagògica el pensament complex”, que va ser escrit per una col·lecció d'autors on es fa una anàlisi dels pioners del pensament complex, i on a més dels tres abans esmentats s'inclouen altres pensadors que, també, van influir en el pensament complex com: Maturana, Valera, Prigogine, Capra, etc.
Resulta interessant del Manual, la seva anàlisi dels pensadors més importants que han donat lloc al pensament complex. Marco Antonio Velilla en la presentació del llibre deia: “El Manual d'Iniciació al Pensament Complex és un treball que ha estat elaborat amb la col·laboració d'alguns integrants del Comitè acadèmic nacional i d'alguns participants que fan part dels grups que es van conformar en ocasió del Congrés en diferents ciutats. Té com a principal propòsit, inclinar-se per una primera aproximació a la biografia i elements que provinents de la concepció sistèmica, cibernètica i de la teoria de la informació, van ser recuperats a favor que qualsevol estudi de l'experiència humana es faci en forma multifacética i multireferencial”.
Per a tenir una idea de la trajectòria d'aquests pioners, a continuació podeu veure una biografia treta del manual.
Després de la segona guerra mundial, Ludwig von Bertalanffy (Viena, 19 de septembre de 1901- Buffalo (Nova York), 12 de juny de 1972) va liderar el moviment que va donar origen al pensament sistèmic, el qual proposava la unificació de les ciències sota una manera de pensament holista que permetés comprendre el món com una totalitat harmònica en la diversitat de les seves manifestacions; entenent per sistèmic a l'art de veure, esbrinar i reconèixer connexions entre les entitats observades.
Norbert Wiener (Columbia, Missouri, EUA, 26 de novembre de 1894 - Estocolm, Suècia, 18 de març de 1964) es va dedicar a la recerca dels processos de control i transmissió de la informació. És un dels pioners de la recerca interdisciplinària en el pensament sistèmic. A partir d'un treball conjunt amb el fisiòleg mexicà Arturo Rosenblueth Stearns (Chihuahua, 2 d'octubre de 1900 - Ciutat de Mèxic, 20 de septembre de 1970) va introduir el concepte de cibernética, el qual va ser assenyalat per a referir-se a tot el camp cobert per la teoria del control i la teoria de la informació, tant en màquines com en animals. També va proposar el concepte de retroalimentació (feedback) per a referir-se a la propietat d'ajustar la conducta futura a fets passats.
Claude Elwood Shannon (Michigan, 30 d'abril de 1916 - Medford, Massachusetts, 24 de febrer de 2001) en coautoría amb el matemàtic Weber Warren, va escriure un article titulat La teoria matemàtica de la comunicació, el qual va establir les bases per a la teoria de la informació, referida a la transmissió de dades mitjançant unitats elementals o bits. El desenvolupament de la teoria de la informació ha tingut un paper important tant en les ciències de la computació com en el pensament sistèmic–cibernètic i el pensament complex.

## Cibernètica Pedagògica i Intel·ligència Col·lectiva
Les noves Tecnologies de la informació i la comunicació del segle xxi, obren la possibilitat de portar a cap una educació a distància per a tots. Amb això, es pot veure que les tendències d'experiències educatives són mediades a través de la tecnologia, en gran part en xarxa.
"Quan adquirim el llenguatge, no aprenem només a escoltar, sinó també a parlar. Quan aprenem a llegir, aprenem també a escriure. I segons anem entrant en una realitat cada vegada més digital, hem d'aprendre no només a fer servir programes sinó a fer-los. En el paisatge altament programat que està emergint, o crearàs el programari o seràs el programari. És realment així de simple: programa, o seràs programat. Tria el primer, i accediràs al tauler de control de la civilització. Tria el segon, i probablement és l'última elecció real que facis." Douglas Rushkoff
Amb el text de Rushkoff, es pot veure com les noves tecnologies no són només eines tecnològiques, sinó que impliquen una manera nova i diferent de relacionar-se i interactuar amb els altres i aprendre. Degut a aquesta manera de relació i aprenentatge, hi ha la possibilitat de la participació de tots en la creació, accés i distribució del coneixement en red.
Gràcies a aquest mètode, s'evita una jerarquia, i per tant, algú que domini el coneixement i l'aprenentatge, d'acord amb la idea de l'Educació Llibertària. Es fa possible així, la creació del coneixement amb la participació activa de l'estudiant d'acord amb la teoria del constructivisme de Jean Piaget i Lev Vigotski. El connectivisme de Sistemes i Downes, el Sharisme de Mao, la intel·ligència col·lectiva de Levy o la cibernètica pedagògica es projecten com les teories de l'aprenentatge o paradigmes en una era hipertecnològica.

## Tecnologia educativa
Parlar de "tecnologia educativa" suposa referir-se a un àmbit de coneixement des del qual es genera un espai per a la recerca, a la docència i innovació educativa recolzada en tecnologies. Aquesta visió tridimensional de la disciplina és la que probablement influeix en la major rellevància en el context de la Pedagogia.
Els orígens de la Tecnologia Educativa són ben coneguts i es remunten a la psicologia i el seu afany per trobar ponts conceptuals entre l'aprenentatge i els mitjans d'ensenyament. En la dècada dels 80 hi havien vídeos de Skinner i les seves màquines d'ensenyar. Passades les etapes històriques focalitzades en els mitjans audiovisuals i l'ensenyament programat en els anys 50 i 60, l'auge dels mitjans de comunicació de masses en els 70 i 80, o la informàtica en els anys 90, les albors del nou segle van arribar amb una revolucionària tecnologia educativa centrada en els canvis associats a internet, web, Xarxes Socials.
Aquest auge de la Tecnologia Educativa ha anat generant un gran interès que en certa manera empeny a reflexionar sobre el seu sentit i a redibuixar els seus límits. Perquè la Tecnologia Educativa no és utilitzar internet o adquirir competències digitals, sinó que va molt més enllà. Si s'analitza la Tecnologia Educativa des de la seva dimensió epistemològica, es pot observar com han anat incorporant-se disciplines noves a la seva construcció teòrica. En els seus orígens, la tecnologia educativa es recolzava principalment en les teories de l'educació, la psicologia de l'aprenentatge, les teories de la comunicació i la teoria de sistemes, però aquests pilars de la tecnologia educativa han anat progressivament obrint el camí a altres disciplines que han marcat l'evolució de la pròpia tecnologia educativa.
Per exemple, la teoria de sistemes ha anat perdent pes des dels anys 80. Es pot observar la creixent influència de la Sociologia conforme s'ha anat connectant la Tecnologia Educativa als aspectes socials, especialment des de la seva vinculació al moviment CTS (Ciència, Tecnologia i Societat) en els 90. Hem vist també com les teories de la comunicació s'han anat unint a teories psicològiques,conformant models com el conectivisme o el sharisme que són de rellevància en la fonamentació teòrica actual de la Tecnologia Educativa. Per la seva part la cibernètica, que semblava que havia perdut en certa manera la seva força, en els últims anys ha recobrat impuls i els desenvolupaments de la intel·ligència artificial (IA) li han fet recobrar protagonisme. És important reconèixer la importància de la telemàtica en els últims anys del segle XX i els més recents del segle xxi. A totes aquestes disciplines s'afegeixen unes altres, com poden ser en l'actualitat la Lingüística o la Teoria del Gènere.

### La tecnologia educativa com espai per a la docència
Des d'una perspectiva d'anàlisi disciplinària, es pot observar que la tecnologia educativa no sempre apareix en els plans d'estudi com a tal, trobant denominacions diverses com a "innovacions tecnològiques i educació", "mitjans audiovisuals i TIC", "Recursos i TIC", "TIC per a la formació"," TIC en educació social", entre d'altres.
En aquest sentit és important recordar l'advertiment de Martínez (2016, p. 21): "Les TIC han aconseguit situar-se com una especialitat en si mateixes creant un distanciament, quan no un oblit de la ET [Tecnologia Educativa], amb el que això suposa d'empobriment conceptual i de justificació pedagògica d'aquelles dins de l'acció didàctica". Els mecanismes pels quals es dissenyen els plans d'estudis no sempre responen a criteris ni normatius, ni científics, ni acadèmics. Més aviat al contrari, en aquestes situacions es posen de manifest interessos personals i conflictes interns.
Encara que hi ha consciència de les dificultats d'elaborar un pla d'estudis, és necessari reconèixer la importància dels informes internacionals sobre la formació en tecnologia educativa dels formadors i especialistes en educació (UNESCO, 2004; Unió Europea, 2005; Comissió Europea, 2006; Gómez, 2016).
Tal com recullen Fernández, Fernández i Cebreiro (2016, p. 216), "són molts els estudis que han demostrat la manca formativa del professorat en TIC", posant-se de manifest que en general sí que estan formats per a l'ús tècnic de les eines tecnològiques, però no estan formats en la dimensió didàctica i pedagògica necessària per a integrar les TIC a les aules. Aquestes dades semblen corroborar-se en la recerca duta a terme amb professorat no universitari (García-Valcárcel i Tejedor, 2005) en la qual descriuen que el professorat fa un ús "raonable i en paràmetres de normalitat" de les TIC en el seu context personal, però per contra "l'ús que els professors fan de les TIC a l'aula pot considerar-se molt baix; els percentatges, excepte en el cas dels mitjans audiovisuals, amb major implantació, són francament baixos".
Aquesta formació en competències tècniques apareix d'acord amb el miratge que exerceixen les TIC, provocant que la Tecnologia Educativa es desdibuixi i "posant el focus d'atenció en la part en comptes d'en el tot" (Sancho, Bosco, Alonso i Sánchez, 2015, p. 18). Per tant, "Considerar que l'ET [Tecnologia Educativa] és l'últim artefacte o aplicació que millora el processament de la informació té dues conseqüències immediates. La primera i més preocupant és que porta a oblidar o considerar el potent dispositiu que són avui les institucions educatives. La segona porta a alimentar mites, en forma de relats fabulosos i supòsits epistemològics mancats d'evidència empírica i contrast amb la realitat". Així doncs, és una necessitat primordial que en les revisions dels plans d'estudis en Educació es sàpiga donar-li a la Tecnologia Educativa el valor que seria desitjable amb relació a les demandes competencials del mercat laboral, amb relació a les demandes de la societat actual de l'aprenentatge permanent i en relació, finalment, a la pròpia consideració de la disciplina des de la seva pròpia identitat epistemològica.
En aquesta revisió seria important no solament el fet d'intentar recuperar la denominació pròpia de la disciplina en els plans d'estudi, sinó reflexionar sobre els continguts i les activitats que es treballen amb els/les alumnes de les titulacions d'Educació. Les tasques de reflexió i anàlisi de models i teories han anat perdent espai en favor de tasques centrades més en qüestions tècniques i producció de "artefactes". I amb això la part més tecnològica ha anat absorbint l'espai del contingut didàctic i pedagògic de la disciplina.
Més enllà de la formació específica en les titulacions d'Educació, és fàcil reconèixer també la seva presència en altres espais formatius universitaris.
Les universitats vist en els últims anys com les tecnologies digitals han influït en els processos formatius, en la recerca i també en la gestió i administració de la institució. I és per aquesta omnipresència de les tecnologies que en paral·lel ha sorgit la necessitat d'incrementar la formació tecnològica de tot el personal universitari, la qual cosa dibuixa una foto fixa en la qual tots els col·lectius universitaris reconeixen de manera implícita la necessitat d'aprendre a usar tecnologies. Aquest ús de les tecnologies és variat i divers, perquè a més de la seva utilitat en procediments de gestió, de docència o de recerca, és fonamental descobrir i reconèixer la seva rellevància quant a la formació permanent, l'aprenentatge auto-regulat, el seu ús com a eines de comunicació i divulgació científica, eines per a construir xarxes personals i professionals i, en general, per al propi creixement professional al llarg de la vida.